# Saturdays of Thunder
"Saturdays of Thunder" är avsnitt nio från säsong tre av Simpsons och sändes på Fox i USA den 14 november 1991. I avsnittet försöker Homer blir en bättre far efter att han gjort ett test som kommer fram till att han inte vet något om sin son Bart Simpson. De två börjar bygga en lådbil tillsammans och deltar i ett lådbilsrally. Lådbilen visar sig vara dålig byggd och rasar ihop. Martin vinner racet och kommer till final men skadar sig, så Bart tar hans plats. Homer blir ledsen att han inte får hjälpa Bart längre men då han upptäcker att nu han vet saker om sin son förstår han att han inte längre är en dålig far och blir glad igen. Bart vinner racet och Homer och Bart firar segern tillsammans. Avsnittet skrevs av Ken Levine och David Isaacs samt regisserades av Jim Reardon. Phil Hartman gästskådespelade i avsnittet som Troy McClure. Larry McKay medverkade också i avsnittet som sig själv men inte som gästskådespelare utan som supporting cast. Avsnittet innehåller referenser bland annat till Ben-Hur, Dödligt vapen och Days of Thunder. Avsnittet har blivit hyllat för sina referenser till sporten och var det mest sedda på Fox under veckan det sändes.

## Handling
Patty och Selma övertalar Marge att låta Homer få fylla i ett frågeformulär från ett magasin om sitt faderskap. Han får då sämsta resultat och inser att han inte vet något om sin son. Han åker till National Fatherhood Institute som skrev testet och hjälper honom med hur han ska bli en bättre far. Efter att Homer berättat för dem att Bart bygger en lådbil ber de honom att hjälpa honom med den, vilket Homer börjar göra, och efter några veckors byggande tävlar Bart i det lokala lådbilsrallyt. Några av de tävlande är Barts skolkompisar, Martin och Nelson. Under loppet fuskar Nelson, Barts bil faller i bitar och Martin tappar kontrollen över sin bil då den åker för fort. Martin passerar mållinjen först, men sedan kraschar han och hamnar på sjukhus. Han får besök där av Bart, och bestämmer att Bart kan tävla med hans bil i finalen. Homer blir ledsen över att Bart inte längre vill hålla på med lådbilen med honom eftersom den var så dålig byggd.
Det är dags för finalen och Homer vägrar förlåta Bart för att han övergav deras lådbil för Martins. Då Homer inte följer med och kollar på finalen berättar Marge för honom att hon trodde att han inte var en dålig far, men hon vet nu att hon hade fel. Homer läser igenom testet och inser att han nu kan svara på formuläret och han är ingen dålig pappa länge och åker och kollar på finalen. Då Bart ser Homer på läktaren blir han glad. Under loppet fortsätter Nelson att fuska och det blir en jämn kamp mellan Bart och Nelson som slutar med att Bart vinner. Nelson gratulerar Bart men Bart och Homer bara hånar honom för att han förlorade, Marge påpekar att det finns dåliga vinnare men Bart berättar för henne att det kanske är sista chansen för honom att vinna något och Homer säger till Marge att hon ska låta pojken få reta Nelson och de två kramas. Detta ses av National Fatherhood Institute som blir glada över att de fick Homer att bli en bra far.

## Produktion
Avsnittet skrevs av Ken Levine och David Isaacs samt regisserades av Jim Reardon. De fick idén från avsnittet "Itchy & Scratchy & Marge" där Bart säger att han ska bygga en lådbil. Phil Hartman gästskådespelade i avsnittet som Troy McClure. Larry McKay gör en berättarröst i avsnittet. Idén att Homer skulle göra ett faderskapstest kom efter att Sam Simon tog med sig ett riktigt faderskapstest till studion och visade upp för författarna. Levine gillade testet eftersom han själv hade en son som var i samma ålder som Bart, och tänkte efter vad han vet om sin son. Scenen då Bart svetsar sin lådbil fick de en notis från censuren på Fox eftersom de var oroliga att barn kan ta efter och börja svetsa, de försvarade sig med att barn han svårt att få tag i svetsningsverktyg.

## Kulturella referenser
Titeln är en referens till Days of Thunder. I slutet spelas låten "Wind Beneath My Wings" vilket även fanns med i Days of Thunder. Marge och hennes systrar kollar i en katalog över frisyrer de vill ha och Patty vill ha samma som Mary Tyler Moore. Marge och Lisa besöker videoaffären i avsnittet, i den ser Homer ett klipp från en McBain-film som är en referens till Dödligt vapen. McBains partner är en referens till Sudden Impact.
Då Homer ringer till National Fatherhood Institute, spelas sången "Cat's in the Cradle". Harry Shearer fick göra rösten till Dave som är VD på institutet, han baserade sin röst på Mason Adams. Dave ger i avsnittet Homer en kopia av boken Fatherhood. Då Homer och Bart börjar bygga en lådbil spelas låten "Watching Scotty Grow" i bakgrunden. Några av vapnen i Nelsons lådbil är en referens till Ben-Hur. Iden att Nelsons lådbil skulle ha massor av vapen är en referens till 1973 Soap Box Derby World Championship. I avsnittet står Homer upp på läktaren och ropar till Bart, man ser då honom som en siluett mot solen som en referens till Den bäste. Ledmotivet från Den bäste spelas i scenen.

## Mottagande
"Saturdays of Thunder" sändes på Fox i USA den 14 november 1991. Efter avsnittet var det världspremiär för musikvideon till Michael Jackson låten "Black or White". Avsnittet hamnade på plats 26 över mest sedda program under veckan med en Nielsen ratings på 14.9, vilket ger 13,7 miljoner hushåll och det mest sedda programmet på Fox under veckan. Niel Harvey på The Roanoke Times har kallat avsnittet för en klassiker av Simpsonia och Daily Record har sagt att avsnittet är en man inte ska missa. Hos Orlando Sentinel har Gregory Hardy kallat avsnittet för de sjätte bästa med temat sport i serien. Michael Coulter från The Age har kallat avsnittet en av många utmärkta med teamat sport och en klassiker och innehåller flera parodier på popkulturen. Avsnittets referens till Ben-Hur placerades på plats åtta över de bästa filmreferenserna i seriens historia hos Total Film av Nathan Ditum.
Bill Gibron från DVD Verdict anser att avsnittet inte känns så modernt då få håller på med lådbilar och lådbilsrally. Han anser också att många skämt inte håller och gillar mest med avsnittet idén att Homer vill blir en bättre far. Nate Meyers från Digitally Obsessed anser att avsnittet tyngdpunkt ligger i scenerna om Homers föräldraskap, liksom många andra avsnitt i säsong tre är Homer en bra far i avsnittet och han försöker gör allt för att gottgöra sina barn. Han anser att rallyscenerna är bra animerat och gillar mest scenen med McBain och gav avsnittet betyg fyra av fem. Hos DVD Movie Guide har Colin Jacobson, sagt att avsnittet är en av hans favoriter från säsong tre. Jacobson anser att avsnittet är roligare än förra Lisa's Pony och scenerna med rallyt ger många roliga scener och skapar ett bra avsnitt. Warren Martyn och Adrian Wood har i boken I Can't Believe It's a Bigger and Better Updated Unofficial Simpsons Guide skrivit att de gillade bäst scenen med McBain.